# Indulgentes (Revolución francesa)
Indulgents ("indulgentes") es el nombre que dio Georges Danton a su grupo político (también conocido como dantonistas y modérés -"moderados", aunque no conviene confundirlos con el movimiento político español de ese nombre-), antiguos miembros del club des Cordeliers, entre los que destacaba también Camille Desmoulins, que desde finales de 1793 cuestionaban la utilidad del mantenimiento de la política del Terror.
- Datos: Q1092496